# مونوبرمید ید
مونوبرمید ید (به انگلیسی: Iodine monobromide) با فرمول شیمیایی IBr یک ترکیب شیمیایی با شناسه پاب‌کم 82238 است. که جرم مولی آن 206.904 g/mol می‌باشد. شکل ظاهری این ترکیب، جامد قرمز تیره است.